# سجل الزوار

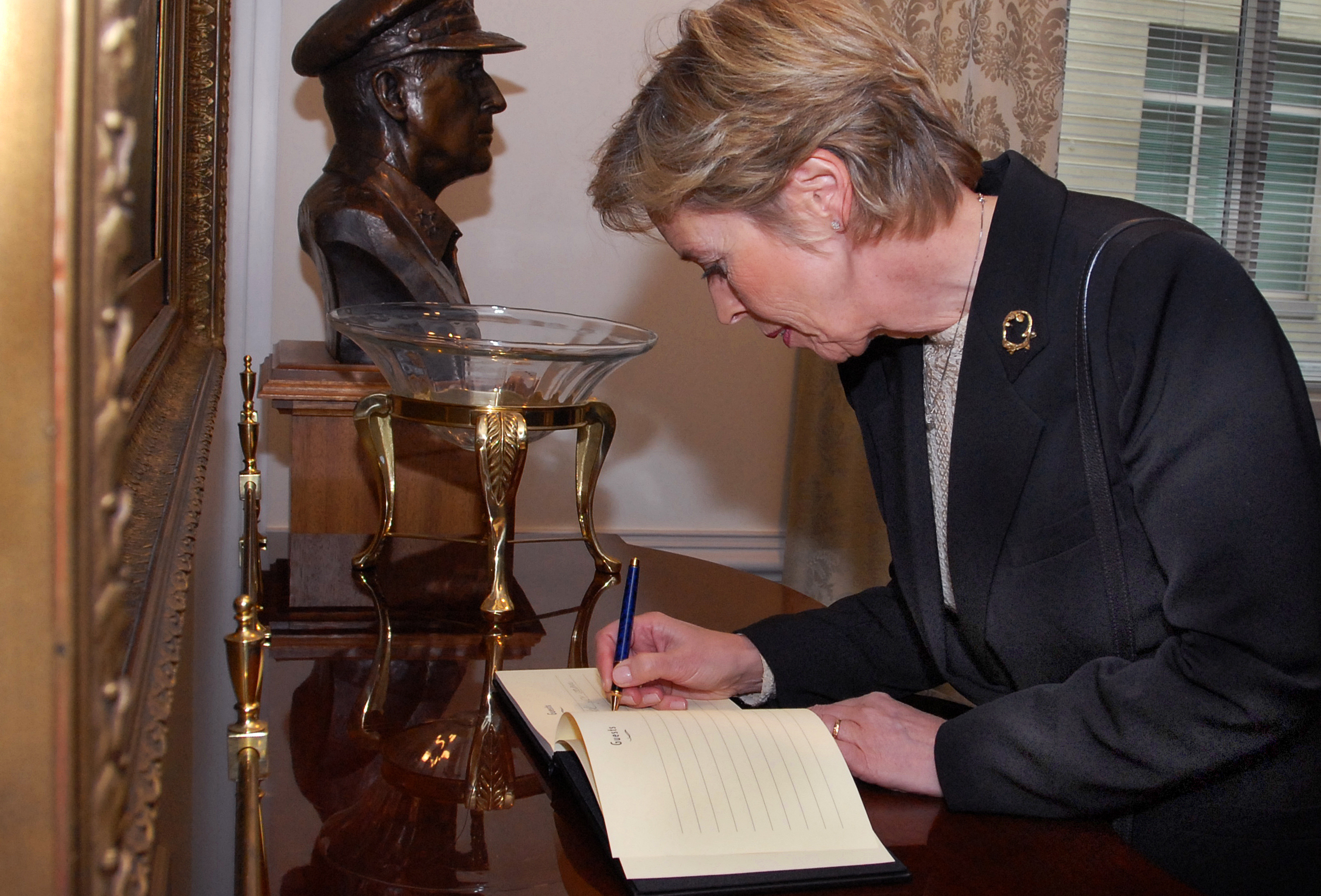
وزيرة الدفاع النرويجية آن جريت ستروم إريكسن توقع سجل زوار في البنتاغون في عام 2007

سجل الزوار (يسمى أيضًا دفتر الزوار، سجل الزوار، كتاب الزوار، ألبوم الزوار) (بالإنجليزية:guestbook) هو وسيلة ورقية أو إلكترونية للزائر للإقرار بزيارة موقع ما زيارة فعلية أو افتراضية (عن طريق الإنترنت) ، وترك تفاصيل مثل الاسم والبريد أو عنوان إلكتروني وأي تعليقات. تعتبر هذه السجلات تقاليد في الكنائس وحفلات الزفاف والجنازات وأماكن المبيت والإفطار والمتاحف والمدارس والمؤسسات والمرافق الخاصة الأخرى المفتوحة للجمهور. بعض المنازل الخاصة تحتفظ بكتب الزوار. تتضمن الأشكال المتخصصة من دفاتر الزوار سجلات الفنادق، حيث يُطلب من الضيوف تقديم معلومات الاتصال الخاصة بهم، وكتب التعازي  والتي تُستخدم في دور الجنازات وبشكل عام بعد الوفيات البارزة، مثل وفاة ملك أو رئيس، أو بعد كارثة عامة  مثل حادث تحطم طائرة.
أما على شبكة الإنترنت، فإن سجل الزوار هو نظام تسجيل يسمح لزوار موقع الويب بترك تعليق عام.  تسمح بعض دفاتر الزوار لزائري الموقع بالتعبير عن أفكارهم حول الموقع أو موضوعه. عمومًا هذه المواقع لا تتطلب إنشاء حساب مستخدم، حيث إنها طريقة غير رسمية لكتابة رسالة سريعة. الغرض من سجل زوار موقع الويب هو عرض نوع الزوار الذين يستقبلهم الموقع، بما في ذلك المكان الذي يقيمون فيه، والحصول على تعليقات منهم. هذا يسمح لمسؤول الموقع بتقييم وتحسين الموقع. سجل الزوار هو عمومًا برنامج نصي، وعادة ما يتم استضافته عن بعد وكتابته بلغة مثل Perl أو PHP أو Python أو ASP. 

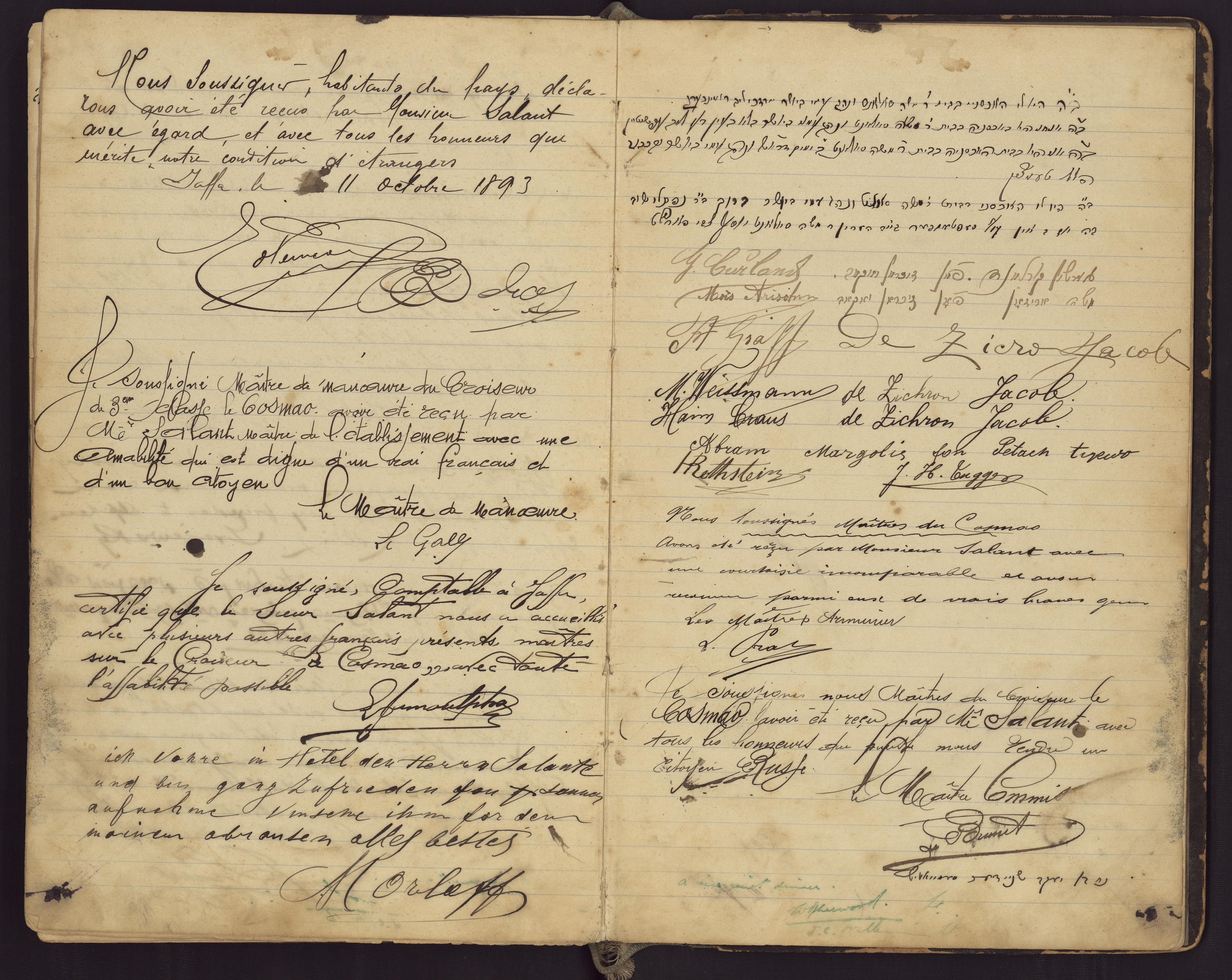
دفتر زوار من فندق Salant ، تحتفظ به مكتبة إسرائيل الوطنية

الأسماء والعناوين الواردة في دفاتر الزوار (الورقية أو الإلكترونية) ، يتم تسجيلها وترتيبها بشكل متكرر لاستخدامها في توفير إحصائيات حول زوار الموقع، وللاتصال بزوار الموقع في المستقبل. نظرًا لأن دفاتر الزوار تعتبر صفحات سريعة الزوال، فقد كان المؤرخون وعلماء الأدب وغيرهم من الباحثين الأكاديميين حريصين بشكل متزايد على التعرف عليها والمساعدة في الحفاظ عليها.